# Head Music
Head Music è il quarto album discografico in studio del gruppo musicale alternative rock inglese Suede, pubblicato nel maggio 1999.

## Tracce
1. Electricity – 4:39
2. Savoir Faire – 4:37
3. Can't Get Enough – 3:58
4. Everything Will Flow – 4:41
5. Down – 6:12
6. She's in Fashion – 4:53
7. Asbestos – 5:17
8. Head Music – 3:23
9. Elephant Man – 3:06
10. Hi-Fi – 5:09
11. Indian Strings – 4:21
12. He's Gone – 5:35
13. Crack in the Union Jack – 1:56

## Formazione
- Brett Anderson - voce
- Richard Oakes - chitarra
- Mat Osman - basso
- Simon Gilbert - batteria
- Neil Codling - synth

## Classifiche
| Classifica (1999) | Posizione massima |
| ----------------- | ----------------- |
| Australia         | 26                |
| Austria           | 19                |
| Belgio (Fiandre)  | 43                |
| Finlandia         | 3                 |
| Francia           | 39                |
| Germania          | 26                |
| Italia            | 24                |
| Norvegia          | 1                 |
| Nuova Zelanda     | 33                |
| Paesi Bassi       | 56                |
| Regno Unito       | 1                 |
| Svezia            | 1                 |